# 歐羅斯基塔
欧罗斯基塔（義大利語：Torre Eurosky，英語：Eurosky Tower）是意大利罗马的一座摩天大樓。2012年落成，塔尖高155米，超过了圣彼得大教堂四百年来的记录 (138米)，成为罗马最高的建筑，也是意大利最高的住宅楼之一。而它的位置在罗马的EUR區，所以在古城的天际线并不会被看到。